# Dekanat Inspektoratu Wojskowej Służby Zdrowia
Dekanat Inspektoratu Wojskowej Służby Zdrowia – jeden z 8 dekanatów Ordynariatu Polowego Wojska Polskiego. Został ustanowiony 11 lutego 2010 roku przez bpa Tadeusza Płoskiego.

## Parafie
W skład dekanatu wchodzi 1 parafia:
- parafia wojskowa św. Rafała Kalinowskiego – Warszawa